# سيدي علال الشريف (العوامرة)
سيدي علال الشريف هي إحدى مشيخات المملكة المغربية، تتبع جغرافيا لإقليم العرائش وإداريًا لالعوامرة. يقدر عدد سكانها بـ 7784 نسمة حسب الإحصاء الرسمي للسكان والسكنى لسنة 2004.